# Galium vile
Galium vile är en måreväxtart som först beskrevs av Adelbert von Chamisso och Diederich Franz Leonhard von Schlechtendal, och fick sitt nu gällande namn av Lauramay Tinsley Dempster. Galium vile ingår i släktet måror, och familjen måreväxter. Inga underarter finns listade i Catalogue of Life.